# Partecipanti alla Volta Ciclista a Catalunya 1977
Elenco dei partecipanti alla Volta Ciclista a Catalunya 1977.
La Volta Ciclista a Catalunya 1977 fu la cinquantasettesima edizione della corsa. Alla competizione presero parte 8 squadre da 8 corridori per un totale di 64 ciclisti. La corsa partì il 7 settembre da Sitges e terminò il 14 settembre nella medesima località, dove tagliarono il traguardo almeno 51 ciclisti.

## Corridori per squadra
Nota: R ritirato, NP non partito, FT fuori tempo, SQ squalificato
| KAS-Campagnolo      | KAS-Campagnolo           | KAS-Campagnolo      | Magniflex-Torpado       | Magniflex-Torpado       | Magniflex-Torpado       | Brooklyn    | Brooklyn            | Brooklyn    |
| ------------------- | ------------------------ | ------------------- | ----------------------- | ----------------------- | ----------------------- | ----------- | ------------------- | ----------- |
| 1                   | Enrique Martínez Heredia | 6º                  | 31                      | Alfio Vandi             | 9º                      | 61          | Johan De Muynck     | 2º          |
| 2                   | Francisco Galdós         | 8º                  | 32                      | Giuseppe Perletto       | 44º                     | 62          | Giancarlo Bellini   | 22º         |
| 3                   | José Enrique Cima        | R 6ª                | 33                      | Gianni Di Lorenzo       | R 6ª                    | 63          | Celestino Vercelli  | 42º         |
| 4                   | Juan Pujol               | 4º                  | 34                      | Gary Clively            | NP 5ª                   | 64          | Ronny Bossant       | 34º         |
| 5                   | Domingo Perurena         | 19º                 | 35                      | Mauro Vannucchi         | R 6ª                    | 65          | Giovanni Mantovani  | 51º         |
| 6                   | José Luis Viejo          | 5º                  | 36                      | Sigfrido Fontanelli     | 40º                     | 66          | Aldo Parecchini     | 46º         |
| 7                   | Julián Andiano           | R 6ª                | 37                      | Armando Lora            | 24º                     | 67          | Attilio Rota        | 21º         |
| 8                   | Rafael Ladrón de Guevara | 13º                 | 38                      | Ruggero Gialdini        | 20º                     | 68          | Carlo Zoni          | 38º         |
| Flandria-Velda-Lano | Flandria-Velda-Lano      | Flandria-Velda-Lano | Miko-Mercier-Hutchinson | Miko-Mercier-Hutchinson | Miko-Mercier-Hutchinson | Ebo-Superia | Ebo-Superia         | Ebo-Superia |
| 11                  | Freddy Maertens          | 1º                  | 41                      | Joop Zoetemelk          | 3º                      | 71          | Ludo Loos           | R 3ª-1      |
| 12                  | Sean Kelly               | 12º                 | 42                      | Raymond Delisle         | NP 4ª-1                 | 72          | Jan Aling           | 36º         |
| 13                  | Eric Loder               | 37º                 | 43                      | Patrick Busolini        | 33º                     | 73          | Ronan De Meyer      | 31º         |
| 14                  | Alain De Carvalho        | 41º                 | 44                      | Maurice Le Guilloux     | 30º                     | 74          | Alain Desaever      | 35º         |
| 15                  | Christian Muselet        | 43º                 | 45                      | Hubert Mathis           | 23º                     | 75          | Patrick Lefevere    | R 7ª-2      |
| 16                  | Dominique Sanders        | 48º                 | 46                      | Patrick Perret          | R 2ª                    | 76          | Ferdi Van Den Haute | R 1ª        |
| 17                  | Jos Van De Poel          | 45º                 | 47                      | Barry Hoban             | 39º                     | 77          | Eddy Vanhaerens     | 49º         |
| 18                  | Roger Verschaeve         | 50º                 | 48                      | Robert Alban            | 16º                     | 78          | Henri Vandenbrande  | 26º         |
| Novostil-Gios       | Novostil-Gios            | Novostil-Gios       | Teka                    | Teka                    | Teka                    |             |                     |             |
| 21                  | Luis Alberto Ordiales    | 32º                 | 51                      | Miguel María Lasa       | 11º                     |             |                     |             |
| 22                  | José Manuel García       | 28º                 | 52                      | Gonzalo Aja             | 27º                     |             |                     |             |
| 23                  | Fernando Cabrero         | 14º                 | 53                      | Manuel Esparza          | 7º                      |             |                     |             |
| 24                  | Custodio Mazuela         | 17º                 | 54                      | Pedro Torres            | 10º                     |             |                     |             |
| 25                  | José Alonso              | 47º                 | 55                      | Pedro Vilardebo         | 15º                     |             |                     |             |
| 26                  | Felix Suarez             | R 6ª                | 56                      | Paulino Martinez        | 18º                     |             |                     |             |
| 27                  | Jorge Fortia             | 29º                 | 57                      | Bernardo Alfonsel       | 25º                     |             |                     |             |
| 28                  | Jose Luis San Jose       | R 6ª                | 58                      | Jesús Suárez Cueva      | NP 5ª                   |             |                     |             |

## Ciclisti per nazione
Le nazionalità rappresentate nella manifestazione sono 9; in tabella il numero dei ciclisti suddivisi per la propria nazione di appartenenza:
| Numero ciclisti | Nazione                                                  |
| --------------- | -------------------------------------------------------- |
| 24              | Spagna                                                   |
| 13              | Italia, Belgio                                           |
| 9               | Francia                                                  |
| 1               | Australia, Gran Bretagna, Irlanda, Paesi Bassi, Svizzera |